# متلازمة الحساسية الظلامية
متلازمة الحساسية الظلامية (بالإنجليزية: Scotopic sensitivity syndrome) وتسمى أيضاً متلازمة أيرلين (بالإنجليزية: Syndrome Irlene) وهي اختلال وظيفي في الإدراك يؤثر على قدرة الشخص في أمور كثيرة منها القراءة والكتابة والرؤية بوضوح. وعلى الرغم من أن السبب الرئيسي ليس له علاقة بضعف النظر ومشاكله من الناحية الطبية، إلا أن مصادر الضوء من جهة والصفحة المطبوعة بالأسود بشكل خاص من جهة أخرى تحدثان تداخلا لدى الفرد يجعله يرى الصفحة مشوهة، وبخاصة عندما تكون الإضاءة قوية أو عند القراءة تحت ضوء «النيون».
وقد تم اكتشاف هذه المتلازمة من قبل الأمريكية «هيلين إيرلين» منذ ثلاثين سنة حين اكتشفت بالصدفة تحسّن قراءة بعض الأفراد الذين كانوا يعانون من مشكلات في القراءة عندما أستخدمت شفافيات ملونة للمادة القرائية.

## عناصر تناذر الحساسية الضوئية
- الحساسية للضوء: حيث يقرأ الشخص في ضوء ضعيف وينزعج من الوهج.
- صعوبات ثبات الطباعة: وهذه المشكلة تؤثر عليه في القراءة والكتابة فهو عادة ما يكرر قراءة ما فرغ منه، أو يتوقف عدة مرات أثناء القراءة، أو يتخطى كلمات أو أسطرا حتى إنه يحذف الكلمات الصغيرة.
- لا يستطيع القراءة لفترات تزيد على ساعة، ويستمر في تقريب الكتاب وإرجاعه أو تحريك رأسه إلى الأمام والخلف، وقد يقرأ بشكل بطيء ومتردد، ويمكن أن يستخدم اصبعه لتتبع الكلمات، كما أن الاستيعاب والفهم يزدادان سوءا خلال القراءة، لذا يلجأ للفهم عن طريق السمع أكثر من الفهم عن طريق النظر.
- الكتابة: ويكتب تصاعديا أو تنازليا (بشكل مائل)، وتكون الفراغات بين الكلمات أو الأسطر وحتى الحروف في الكلمة الواحدة غير متساوية، ولا يستطيع ترتيب الأرقام بشكل أعمدة صحيحة.
- تمييز المدى محدود والإدراك ضعيف للعمق، حيث يجد صعوبة في صعود الدرج أو نزوله خاصة الدرج الكهربائي.
- يصعب عليه التقاط الأشياء مثل الكرة، ولديه صعوبة في ركن السيارة ويصطدم بحواف الطاولات عند المسير.
- صعوبة المحافظة على الانتباه والتركيز: حيث يبدو زائد الحركة خلال العمل المدرسي.

## الأعراض
الأعراض التي تظهر على من يعاني من تناذر الحساسية الضوئية:
- الصداع
- حرقة في العينين
- فرك العينين باستمرار أثناء القراءة
- الشعور بالنعس أثناء القراءة وعدم المقدرة على المتابعة
- يشعر بأن الكلمات تختفي، وقد تصبح مزدوجة وغير واضحة وفي بعض الأحيان يشعر بأن الكلمات تقع أو تتحرك أو ثمة هالة حولها

وهذا ينعكس بشكل سلبي على شخصية المريض وتقديره لذاته، حيث يشعر بأنه أقل من الآخرين ذكاء ومقدرة.
وأظهرت الإحصاءات أن 12% من مجموع القرّاء الجيدين الكلي يعانون من درجة بسيطة إلى متوسطة من تناذر الحساسية الضوئية، كما أظهرت أن 46% من الأشخاص الذين يعانون من صعوبات القراءة يصنفون تحت بند صعوبات التعلم هم يعانون من تناذر الحساسية الضوئية.

## الحلول المتاحة
بعد تجارب وأبحاث استمرت على مدار خمسة وعشرين عاما تقريبا استطاعت جمعية (IRLEN SYNDROM) تقديم ما يسمى بالشفافيات وتقنية الفلاتر، وكليهما يعمل على تحسين قدرة الأشخاص على القراءة والكتابة والتخفيف من الإجهاد والتعب والصداع والقدرة على زيادة التركيز والانتباه والتخفيف من الأعراض.